# Aeciospore
Aeciosporen (ook wel Aecidiosporen) zijn sporen die worden geproduceerd door het aecium. Ze groeien in ketens. Tussen de cellen zitten intercalaire cellen waarvan de functie niet bekend is. De aeciosporen zijn hoekig en meestal ovaal of rond van vorm. De celwand is 1 tot 2 µm dik en voorzien van kleine stekels. De sporen hebben een gele tot oranje kleur.

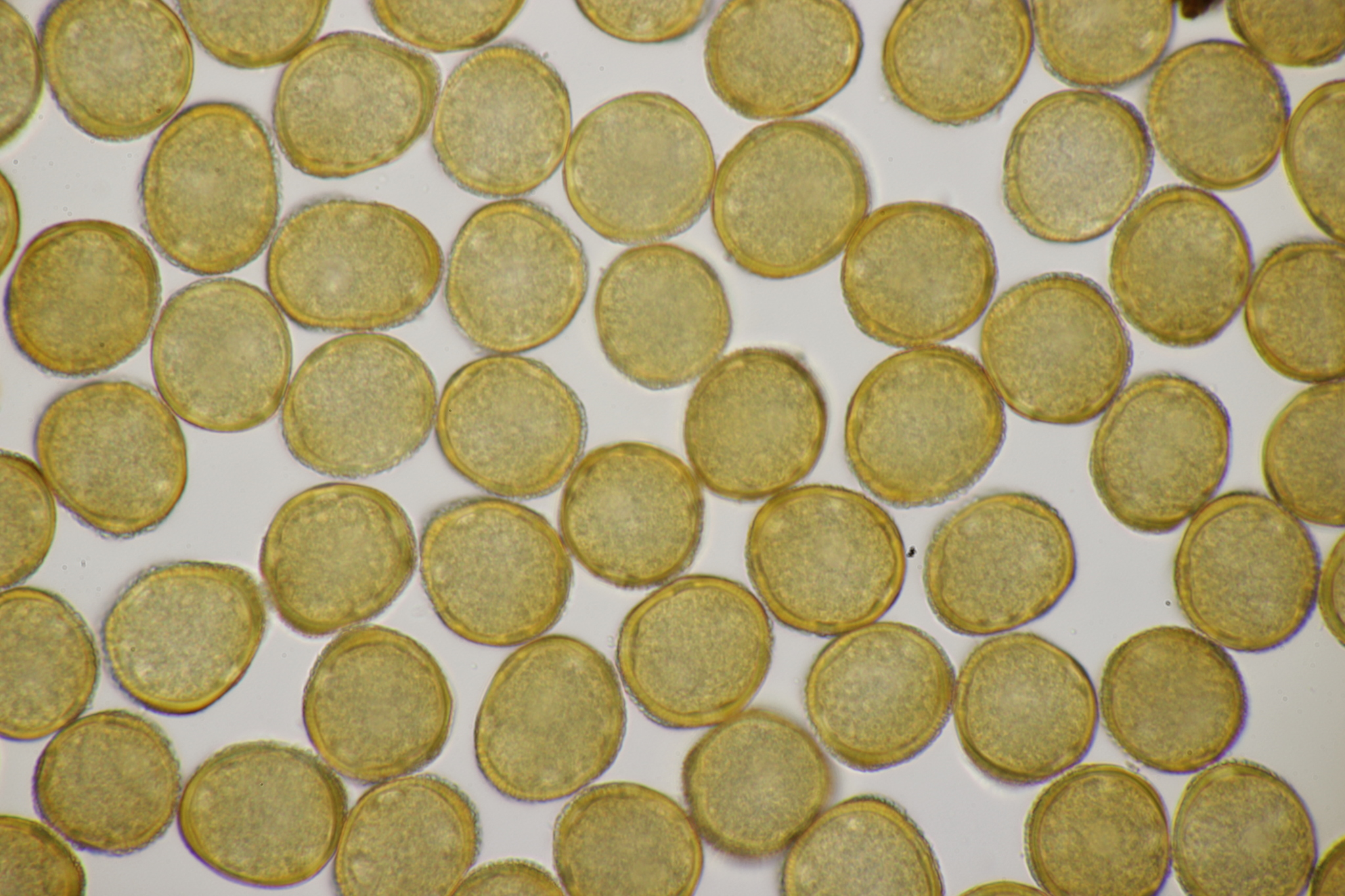
Aeciosporen van lijsterbes-jeneverbesroest
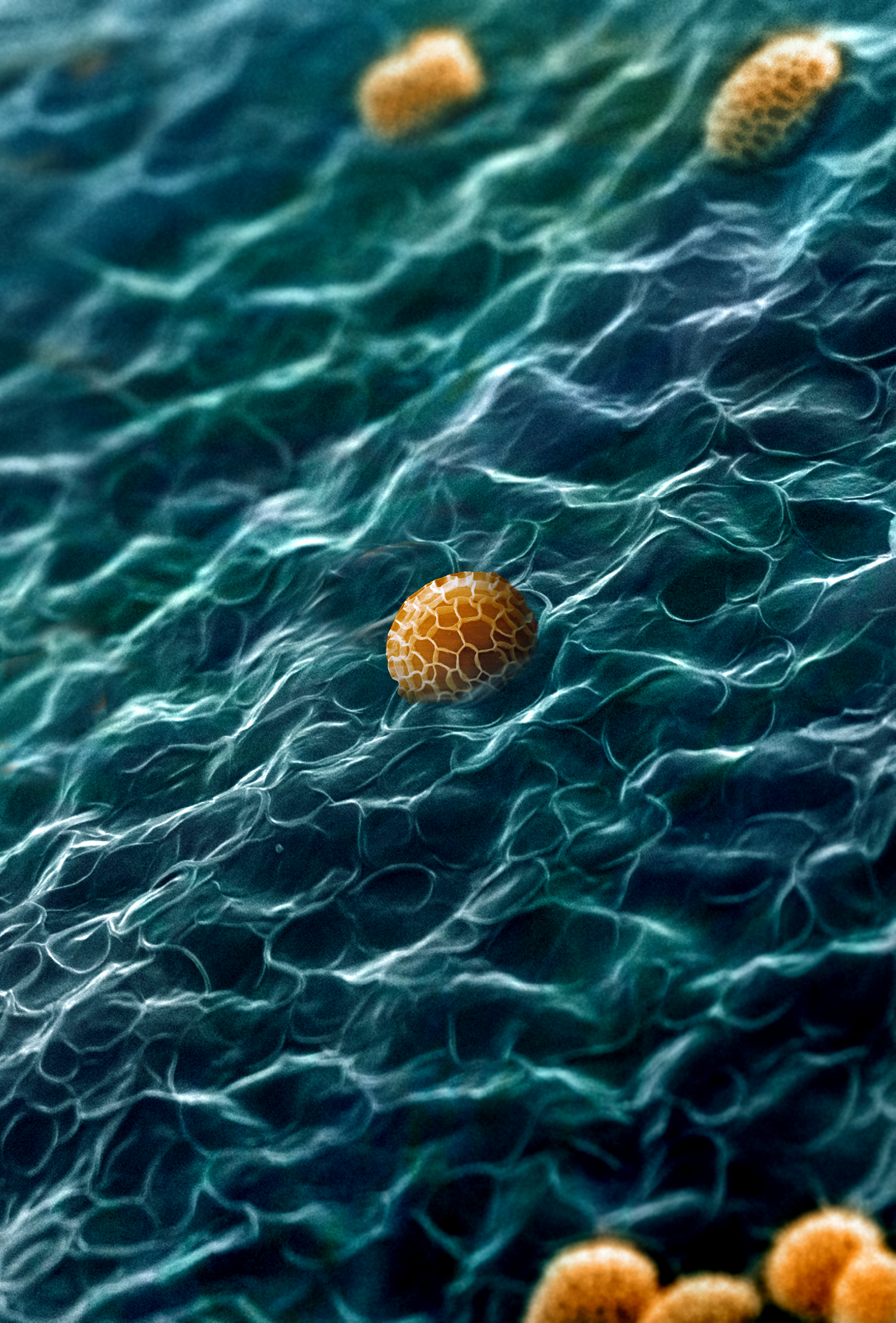
Binnenzijde van het peridium van Tubifera dudkae dat enigszins aan golven doet denken. Op de golven 'drijven' ovale aeciosporen.
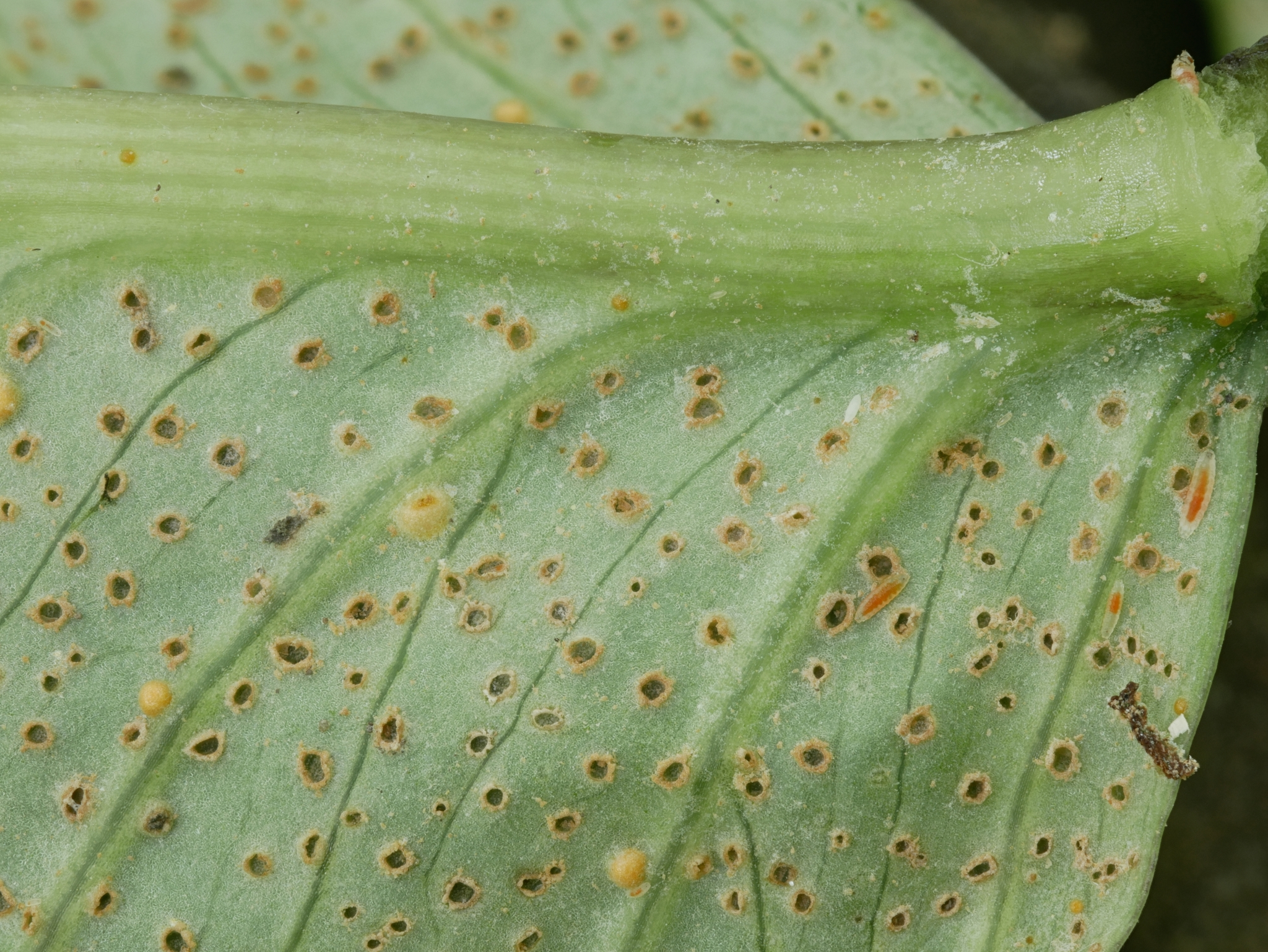
Aecia met enkele spermogonia van de roest Uromyces ari-triphylli en de larven van een Mycodiplosis-soort, die van de aeciosporen vreten